# 中國趨勢
中國趨勢控股有限公司，簡稱中國趨勢控股，以及中國趨勢（英語：China Trends Holdings Limited），2002年4月2日于开曼群岛设立。
中国趋势控股为香港证监会监管的公众公司，现时主要业务为投资控股。中国趋势控股及其附属公司主要从事电子科技及相关产品贸易，以及媒体电商平台及媒体广告服务。
2015年11月8日，中国趋势控股与亚洲电视有限公司订立股权转让协议，拟收购亚洲电视旗下亚洲电视国际推广有限公司100%股权，与亚洲电视合作网路电视业务。
2016年2月12日，亚洲电视违反股权转让协议，中国趋势控股向亚洲电视发出律师信（i）接受亚洲电视对股权转让协议的悔约性违约，并据此终止股权转让协议，及（ii）要求亚洲电视向中国趋势控股偿还中国趋势控股根据股权转让协议已支付亚洲电视的首付款计港币300万。
2016年5月5日，中国趋势控股代表向心向亚洲电视提出重组方案。向心称，之所以债权人身份提出亚洲电视重组方案，主要看中亚视的珠三角节目落地权以开拓内地市场。向心称：“中国趋势认为，债务重组修订方案，既能保留亚洲电视的品牌及业务，亦能充分考虑包括员工、债权人及股东等各方利益者的权益。相信本公司旗下的互动电视业务，可为亚洲电视的电视业务，带来全新动力，在未来媒体市场步向多媒体及O2O年代，找到定位，重新出发，提升亚洲电视的股东回报及品牌价值，再创辉煌，中国趋势应是亚视债务重组‘白武士’的不二选择！”
2017年5月5日，中国趋势控股在香港高等法院提起编号为HCA 1067/2017的法律诉讼，其中包括因亚洲电视违反股权转让协议而向其申索赔偿损失。案件双方正根据法庭命令推进案件。

## 外部連結
- 8171.com.hk（页面存档备份，存于）